# VIVA World Cup 2010 (kobiety)
VIVA World Cup 2010 – drugie w historii rozgrywki mające na celu wyłonienie mistrza świata wśród kobiecych drużyn niezrzeszonych w FIFA.

## Historia
W turnieju kobiet podobnie jak dwa lata wcześniej wystąpiły zaledwie dwie reprezentacje. Naprzeciw siebie stanęły drużyny gospodyń – Gozo oraz gości z Padanii. Lepszą wyłonił dwumecz.
| 3 czerwca 2010 20:00 | Gozo | 0 : 40 : 1maltafootball | Padania · 13' Lucrezia Lupi · 50' Martina Baroni · 68' Valentina Colamanco · 77' Lara Laterza | Sędzia: Lawrence Azzopardi 1 Asystant: Joe Bajada 2 Asystent: Claudio Guida |
|                      |      |                         |                                                                                               |                                                                             |

 Gozo: F. Vella, R. Azzopardi (M.A. Refalo), S. Farrugia, R. Chircop, Y. Vella (M. Zuber), K. Attard (S. Sultana), M. Bajada, F. Mercieca, J. Gafa, E. Xuereb (S. Xuereb), R. Steer Chatham (J. Sultana)

 Padania: V. Pagliassotio (V. Indino), G. Nespoli, F.V. Lardo (E. Rancati), S. Panzini, L. Laterza, L. Lupi (M. Dal Molin), M. Baroni, L. Galvan, C. Busi, M. Iustoni, V. Povia (K. Airaghi)
| 5 czerwca 2010 16:00 | Gozo | 0 : 30 : 2maltafootball gozofootball | Padania · 10', 40' Valentina Povia · 78' Monica Iostioni | Widzów: Joe Bajada Asystent 1: Eucharist Portelli Asystent 2: Gheorghie Radu Techniczny: Claudio Guida |
|                      |      |                                      |                                                          | |

 Gozo: F. Vella, R. Chircop, S. Farrugia, R. Azzopardi, M. Zuber, F. Mercieca, K. Attard, S. Sultana, M. Bajada, J. Xerri, S. Xuereb

 Padania: V. Paghliassotto, G. Nespoli, F.V. Lardo, S. Panzini, L. Laterza, E. Rancati, M. Bartoni, L. Galvan, C. Busi, M. Iustoni, V. Povia.
Dwumecz: 7 : 0 dla Padanii.